# RGA-86
L'RGA-86 è un fucile a canna liscia revolver polacco da 26 mm, sviluppato (con munizioni proprie) nel periodo 1983-1986 all'istituto di ricerca di stato Wojskowa Akademia Techniczna da un team composto da: S. Ciepielski, M. Czaladzki, S. Derecki, H . Głowicki, W. Koperski, J. Pawlowski e R. Wójcik. L'arma può essere usata anche per lanciare proiettili non letali, oltre che a pallettoni.